# Триъгълника-Надежда
„Триъгълника-Надежда“ е квартал в северозападната част на София, част от район „Надежда“. Името му идва от това, че е бил с триъгълна форма през Първата световна война и поради тази причина го нарекли „Триъгълника“. Намира се на юг от кварталите „Надежда-1“ и „Лев Толстой“, северно от ж.к. „Фондови жилища“ и източно от ж.к. „Захарна фабрика“. В близост до квартала са бул. „Ломско шосе“ и бул. „Рожен“.

## Улици и произход на имената им
| Път                        | Наречен на                                              | Местоположение |
| -------------------------- | ------------------------------------------------------- | -------------- |
| „Бедек“                    | Бедек, връх в Стара планина                             | Карта          |
| „Благовец“                 | Благовещение, християнски празник                       | Карта          |
| „Болярска“                 | Болярин, благородническа титла                          | Карта          |
| „Виолетка“                 | Теменуга (Viola), род растения                          | Карта          |
| „Ген. Жостов“              | Константин Жостов (1867 – 1916), генерал                | Карта          |
| „Дечко Узунов“             | Дечко Узунов (1899 – 1986), художник                    | Карта          |
| „Елтепе“                   | Вихрен, връх в Пирин                                    | Карта          |
| „Захари Стоянов“           | Захарий Стоянов (1850 – 1889), революционер и писател   | Карта          |
| „Зографина“                | Георги Данчов (1846 – 1908), художник                   | Карта          |
| „Иван Мърквичка“           | Иван Мърквичка (1856 – 1938), чешки художник            | Карта          |
| „Ломско шосе“              | Лом, град в Северозападна България                      | Карта          |
| „Майор Димитър Думбалаков“ | Димитър Думбалаков (1872 – 1915), офицер и революционер | Карта          |
| „Мара Белчева“             | Мара Белчева (1868 – 1937), поетеса                     | Карта          |
| „Мрамор“                   | ?                                                       | Карта          |
| „Никола Петров“            | Никола Петров (1881 – 1916), художник                   | Карта          |
| „Панега“                   | Златна Панега, река в Северна България                  | Карта          |
| „Пещера“                   | Пещера, град в Южна България                            | Карта          |
| „Република“                | Република, форма на управление                          | Карта          |
| „Рожен“                    | Роженски манастир, манастир в Санданско                 | Карта          |
| „Стефансон“                | Джордж Стивънсън (1781 – 1848), английски инженер       | Карта          |
| „Хан Кубрат“               | Кубрат, владетел на Стара Велика България               | Карта          |
| „Чайка“                    | Чайкови (Laridae), семейство птици                      | Карта          |
| „Чепеларе“                 | Чепеларе, град в Асеновградско                          | Карта          |
| „Чудотворци“               | ?                                                       | Карта          |
| „Шибой“                    | Шибой (Cheiranthus), род растения                       | Карта          |